# 독일 태권도 연맹
독일 태권도 연맹(독일어: Deutsche Taekwondo Union, DTU)은 독일의 태권도 종목 행정을 총괄하는 스포츠 행정 기구이다. 현재 독일 올림픽 체육 연맹의 회원으로 있다.

## 참고 문헌
- “독일 태권도 연맹”. 세계 태권도 연맹.